# 伊登萊克鎮區 (明尼蘇達州斯特恩斯縣)
伊登萊克鎮區（英語：Eden Lake Township）是位於美國明尼蘇達州斯特恩斯縣里的一個行政鎮區，於1867年設立。

## 地方資料
伊登萊克鎮區的面積為99.81平方千米，當中陸地面積為87.45平方千米，而水域面積為12.36平方千米。根據2020年美國人口普查的數據，當地共有人口1584人，而人口密度為每平方千米15.87人。